# Бдинци (площад)
Вижте пояснителната страница за други значения на Бдинци.
Площад „Бдинци“ е централният площад във Видин. През 1950-те години площадът за кратко се казва „Й. В. Сталин“, а след това – „Димитър Благоев“ до 1990-те години.

## История
Оформен е между Освобождението и началото на ХХ век, когато градът бързо се разраства извън стария квартал Калето, край моста над тогавашния крепостен ров при главната градска порта Стамбо̀л капия от Видинската градска крепост. По-късно по-голямата част от рова е затрупана, като е създаден парк с градини, днес наричан „Рова“. През 1898 г. в южния ъгъл на площада е построена кокетната 4-етажна сграда на търговеца Тома Лозанов, с кула и много орнаменти.
Централно място в площада е заемала градинката с паметника „Скърбящият воин“ (от 1911 г.) за жертвите от Трети пехотен бдински полк в Сръбската война от 1885 г. Местните власти обаче решават в началото на 1930-те години, че не е достатъчно величествен, и го преместват на пл. „Съединение“ пред железопътна гара Видин. Новият паметник, посветен на загиналите за родината, е открит в началото на 1944 г. Според легендата гипсовият му модел, преди проектът да бъде одобрен, се наклонил и фигурите наподобили воини, наведени за атака на нож. Така се родила идеята за този паметник, наречен „Победен щурм“, известен също като „Бдинци“.
В сграда до парк „Рова“ е настанено читалище „Цвят“, в което дълги години работи кино „Цвят“ (днес дискотека). Площадът става изцяло пешеходна зона от 1970-те години, след като срещу паметника (от югозапад) е издигнат местният небостъргач – 16-етажна сграда на Дома на съветите, приютила Окръжния народен съвет и Градския народен съвет. Днес в сградата се помещава администрацията на Община Видин. Пред паметника са съоръжени фонтани през 1980-те години.
Последната построена важна сграда край площада (от северозапад) е Партийният дом, приел окръжното и градското ръководства на БКП през 1980-те години. В освободената от тях сграда от другата страна на площада (до читалището) сега се разполагат Бюрото по труда, Радио Видин и други организации. Понастоящем в просторната сграда на бившия Партиен дом се помещават съдебни учреждения (поради което е наричан Съдебна палата), Регионалната библиотека, Филхармоничният оркестър и др.